# Japonactaeon pusillus
Japonactaeon pusillus är en snäckart som först beskrevs av Forbes 1843.  Japonactaeon pusillus ingår i släktet Japonactaeon och familjen Acteonidae. Inga underarter finns listade i Catalogue of Life.